# Козлов, Николай Николаевич (биатлонист)
Николай Николаевич Козлов (7 мая 1983, Канск, Красноярский край) — российский биатлонист, чемпион и призёр чемпионата России, чемпион мира среди юниоров. Мастер спорта России.

## Биография
Воспитанник канского биатлона. На взрослом уровне выступал за Красноярский край и команду Вооружённых сил. Тренеры — А. М. Голубев, Е. А. Пылёв.

### Юниорская карьера
На чемпионате мира среди юниоров 2003 года в Косцелиско стал чемпионом в эстафете в составе сборной России, а также занял седьмое место в индивидуальной гонке. В том же году на юниорском чемпионате Европы в Форни-Авольтри стал бронзовым призёром в эстафете и четвёртым — в индивидуальной гонке.
В 2004 году на чемпионате Европы среди юниоров в Минске был четвёртым в эстафете и 11-м — в индивидуальной гонке.
Участник юниорского Кубка IBU в сезоне 2003/04, лучший результат в личных видах — седьмое место в спринте на этапе в Брюссоне в январе 2004 года.

### Взрослая карьера
На чемпионатах России становился чемпионом в 2009 году в командной гонке, серебряным призёром — в 2005 году в индивидуальной гонке, в 2008 году — в эстафете и суперспринте, бронзовым призёром — в 2009 году в гонке патрулей.
Призёр этапов Кубка России.
Завершил спортивную карьеру в 2013 году. После завершения карьеры некоторое время работал тренером в «Академии биатлона» (Красноярск). С 2014 года — директор ДЮСШ по ЗВС им. В. И. Стольникова (Канск). В январе 2018 года подавал в отставку после критики на федеральных телеканалах, но в итоге остался на своей должности.